# Giulio Rezasco
Giulio Rezasco (La Spezia, 13 dicembre 1813 – Bogliasco, 11 gennaio 1894) è stato uno storico e politico italiano.

## Biografia
Laureato in giurisprudenza, prese attiva parte ai moti della Lunigiana del 1848 e successivamente agli avvenimenti che portarono al Governo provvisorio della Toscana e al Plebiscito di annessione al Regno di Sardegna nel 1860.
Dal 1849 fu deputato al Parlamento; si dimise per ricoprire alti incarichi istituzionali al Ministero della Pubblica Istruzione.
Compilò il Dizionario del linguaggio italiano storico e amministrativo (1881), importante opera che illustra la terminologia delle pubbliche istituzioni negli antichi stati italiani e che gli valse la nomina all'Accademia della Crusca.
Parte del suo archivio come anche parte della sua biblioteca personale sono custoditi a Bolano, donati dall'avvocato Mario Grossi. La biblioteca di famiglia era composta da circa cinquemila volumi  relativi a edizioni antiche e a pubblicazioni di storia locale, nella quale sono stati rinvenuti anche libri e buste di singoli manoscritti inediti appartenuti a Rezascom che fino ad allora era noto quasi esclusivamente per il Dizionario del linguaggio italiano storico ed amministrativo.